# Wojna polsko-rosyjska (1577–1582)

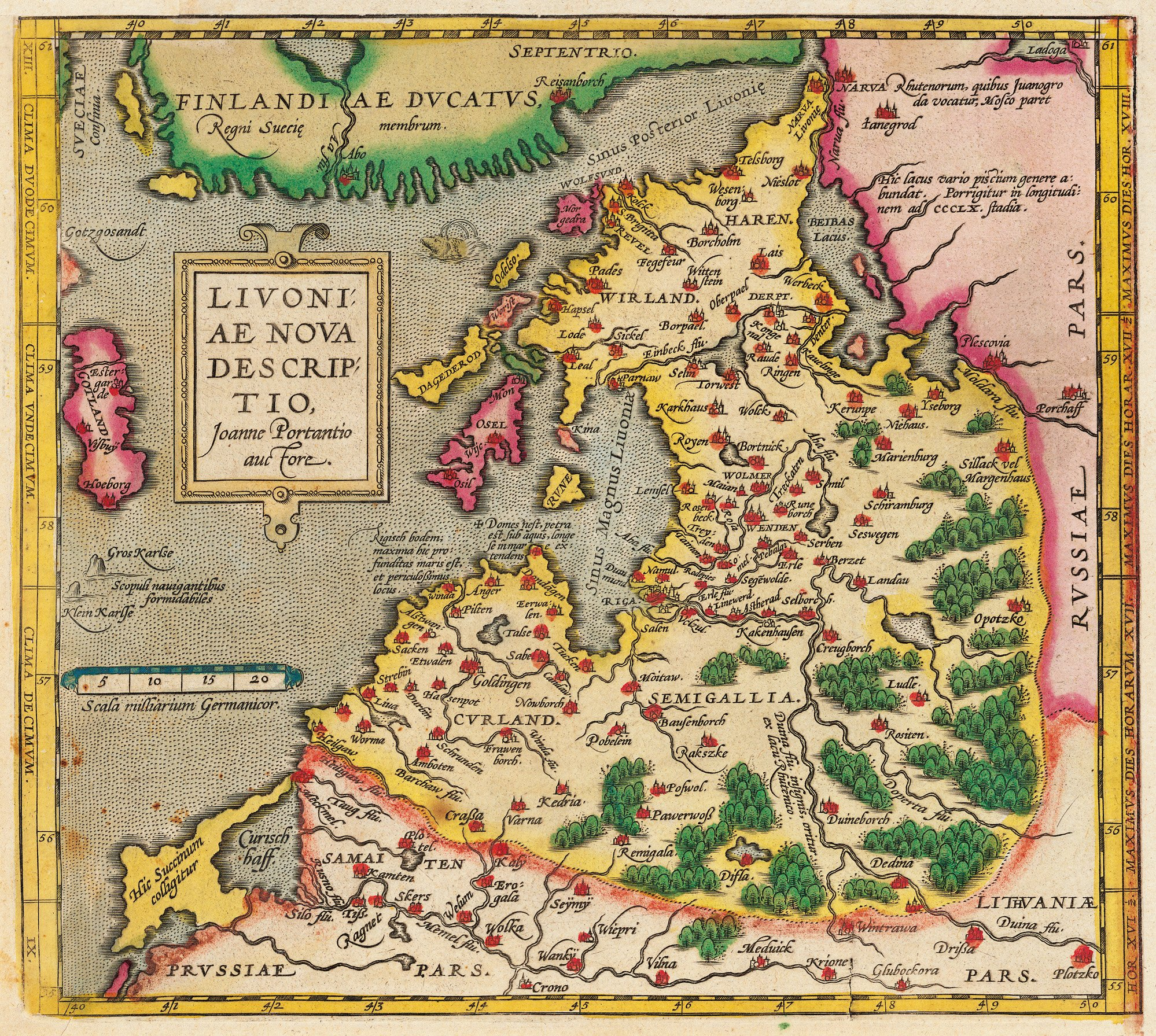
Mapa Inflant w 1573 r.

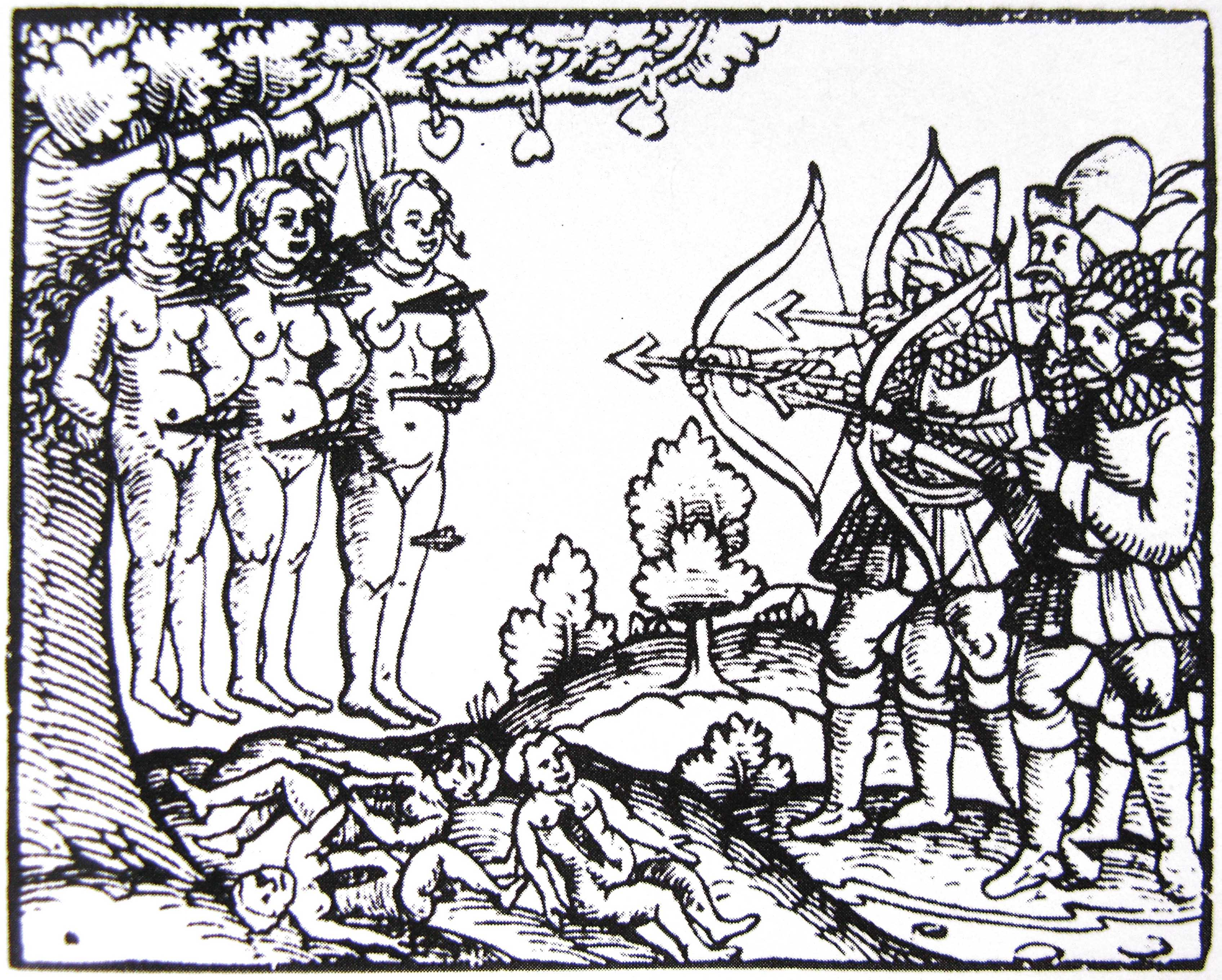
Okrucieństwa wojsk rosyjskich w Inflantach. Wydrukowano w “Zeyttung”, Norymberga,1561 r.

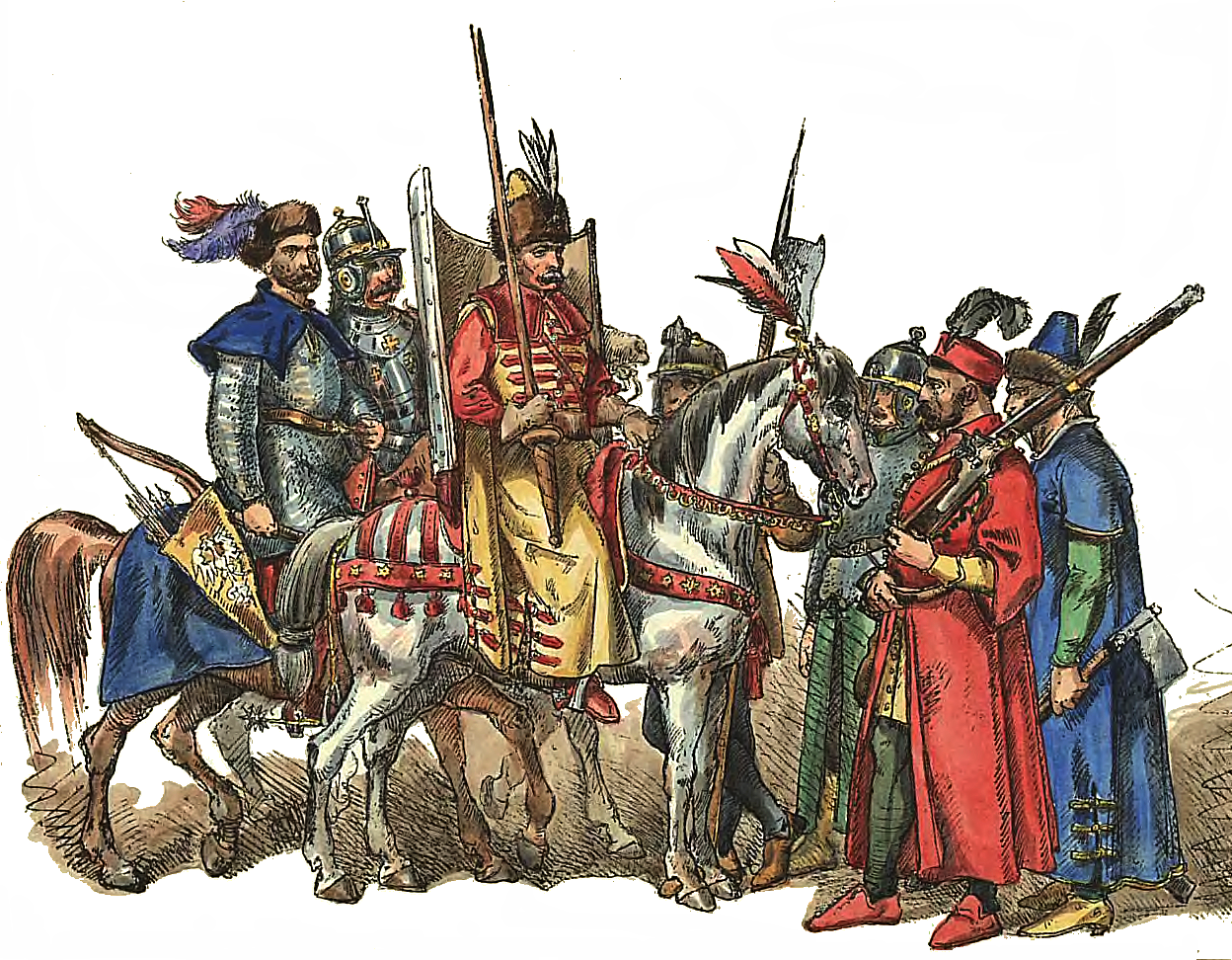
Wojsko polsko-litewskie 1576–1586

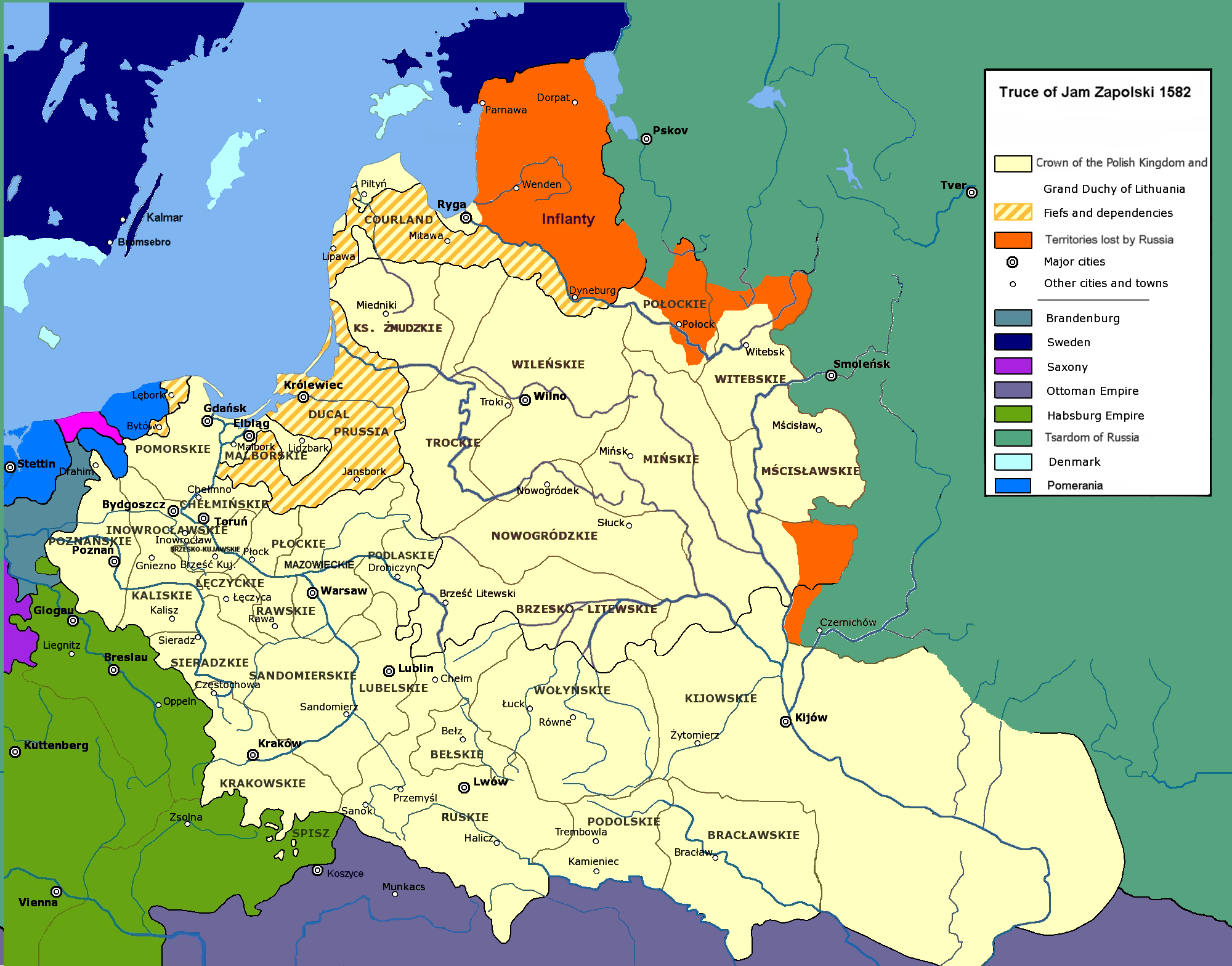
Rozejm w Jamie Zapolskim w 1582 roku, kolorem pomarańczowym zaznaczono terytoria oddane Rzeczypospolitej przez Carstwo Rosyjskie

Wojna polsko-rosyjska w latach 1577–1582 – konflikt zbrojny pomiędzy Rzecząpospolitą a Carstwem Rosyjskim w latach 1577–1582 o Inflanty i ziemię połocką.

## Tło
W wyniku nierozstrzygniętej wojny litewsko-moskiewskiej 1558–1570, na mocy zawartego w 1570 trzyletniego rozejmu Rosja zachowała niektóre swoje podboje w Inflantach. Zatrzymała Narwę, Dorpat i ziemię połocką. Iwana IV Groźnego przed ponownym uderzeniem na Rzeczpospolitą powstrzymała bezpotomna śmierć Zygmunta II Augusta i możliwość wystawienia własnej kandydatury lub swojego syna Fiodora oraz zaangażowanie w walkę przeciwko Szwedom w Inflantach. W styczniu 1575 Iwan IV uderzył na polsko-litewskie Inflanty. Wojska moskiewskie zajęły w lipcu port Salis, Helmet, Ermes, Ruyen i wreszcie po ciężkich walkach 9 lipca padła ważna strategicznie Parnawa. 2000 kawalerii hetmana inflanckiego Jana Hieronimowicza Chodkiewicza nie było w stanie powstrzymać parcia Rosjan i udało mu się odepchnąć ich jedynie od Rygi, do której uciekała przerażona ludność. Do piętnastu zamków inflanckich wysłano załogi w sile od 50 do 150 ludzi, składające się z Polaków, Litwinów i Niemców, wspierane przez czterotysięczną armię dowodzoną przez Jana Hieronimowicza Chodkiewicza oraz niewielkie siły hetmana polnego litewskiego Krzysztofa Radziwiłła Pioruna. Pierwszą kontrakcję podjął z Wolmaru w lipcu Aleksander Iwanowicz Połubiński. Jesienią Rydze udało się odzyskać zamek Rujen, a Chodkiewicz odzyskał Burteck (Borkę). Wysłani jesienią do Rosji posłańcy wiadomości o obiorze Stefana Batorego usłyszeli trudne do przyjęcia warunki: przyznanie carowi tytułów wielkiego księcia smoleńskiego i połockiego oraz zrzeczenie się Inflant. W styczniu 1577 wojska rosyjskie pojawiły się w szwedzkiej Estonii i uderzyły na Rewel, ale Szwedzi odparli atak. Latem pod Pskowem i Nowogrodem zakończyła się koncentracja armii rosyjskiej szacowanej na 30 000 żołnierzy. Koncentracja tam wojsk miała zmylić króla Polski i zasugerować, że dojdzie do kolejnego ataku na Estonię. W tym czasie Batory nadal prowadził działania wojenne pod Gdańskiem.

## Wybuch
Wykorzystując zaangażowanie Rzeczypospolitej w wojnie z Gdańskiem, w lipcu 1577 główna armia moskiewska dowodzona osobiście przez Iwana IV wtargnęła do Inflant. Uderzenie to poprzedził dywersyjno-rozpoznawczy wypad Tatarów moskiewskich, torujący drogę pułkowi straży przedniej kniazia Tymofieja Romanowicza Trubeckiego. Pochód wojsk rosyjskich poprzedzał Magnus Inflancki, który występował jako protektor ludności przed gniewem Iwana IV. Kolejne miasta inflanckie otwierały przed nim bramy. Jednak już wkrótce do miast uznających zwierzchność Magnusa wprowadzono załogi moskiewskie. Nieliczne siły polsko-litewskie wsparte przez oddziały kurlandzkie zmuszone zostały do wycofania się za Dźwinę. W tym czasie główne siły polskie toczyły wojnę z Gdańskiem, nie chcącym uznać władzy króla Stefana Batorego. W ręce moskiewskie wpadły zamki Nitau, Schujen, Jürgensburg, Festen (łot. Vestiena), Erlaa, Lenward, Ascheraden, Wenden (Kieś), Lucyn, Marienhaus, Kokenhausen, Rzeżyca, Dyneburg. Najdłużej i najzacieklej bronił się Aleksander Połubiński w Wolmarze, w którym wytrwał cały sierpień do 1 września 1577 roku. W Schwanenburgu, który nie poddał się na pierwsze wezwanie, Rosjanie dokonali rzezi cywilnej ludności miasta. Kobiety gwałcono, mężczyzn ćwiartowano i rozrywano końmi, wbijano na pal. Do połowy września armia Iwana IV zajęła 27 zamków. W rękach polskich pozostała jedynie Ryga.
Działania moskiewskie potępił Sejm Rzeszy w Ratyzbonie. Król Batory w lipcu 1577 roku zwołał pospolite ruszenie i mianował hetmanem wielkim litewskim Mikołaja Radziwiłła „Rudego”.

## Próba rozejmu
W styczniu 1578 do Moskwy przybyli wojewoda mazowiecki Stanisław Kryski, wojewoda miński Mikołaj Pawłowicz Sapieha i podskarbi nadworny litewski Teodor Skumin Tyszkiewicz. Odrzucając warunki pokoju Iwana IV – rezygnację z Inflant i Kurlandii, oddanie Witebska, Kijowa i Kaniowa, oparcie granicy na Dnieprze – podpisali rozejm na trzy lata, który nie został jednak potwierdzony przez Stefana Batorego.

## Odsiecz sił Rzeczypospolitej
Pod koniec września 1577 w Rakiszkach zebrało się pospolite ruszenie litewskie w sile 18 000 szlachty i pocztów pańskich. Wraz z wojskami regularnymi rzucono te siły do Inflant w celu odbicia zamków i miast, tym bardziej że w październiku większość wojsk moskiewskich wycofała się z Inflant. Toczono walki z podjazdami moskiewskimi i w listopadzie Wilhelm Plater odzyskał Dyneburg, a rotmistrz Maciej Dembiński wszedł do Kiesi. W sumie do połowy 1578 odzyskano 17 zamków inflanckich. Przeciwdziałanie wojsk moskiewskich skutecznie sparaliżował atak wojsk szwedzkich na Narwę. Wiosną 1578 roku Rosjanie chcieli odzyskać Kieś, ale nieskutecznie. Ponownie podjęli próbę 15 października, gdy 18 000 wojsk rosyjskich z 30 działami obległo Kieś. 21 października do miasta dotarła odsiecz Andrzeja Sapiehy, z którego siłami połączyło się 3500 wojsk szwedzkich. Wojska moskiewskie w dniu 21 października pokonane w bitwie pod Kiesią i zmuszone do wycofania się.

## Przygotowania do wojny
Jakkolwiek działania zbrojne trwały już od 1577, to formalnie nie nastąpiło jeszcze zerwanie rozejmu. 20 stycznia 1578 w Warszawie zebrał się sejm walny, który zdecydował o podjęciu akcji zbrojnej na terytorium przeciwnika. Stefan Batory przeforsował na nim przyznanie kurateli Jerzemu Fryderykowi Hohenzollernowi nad Albrechtem Fryderykiem w Prusach Książęcych. W zamian uzyskał od niego 200 000 złotych polskich i obietnicę pomocy w wojnie z Rosją. W celu powiększenia armii podniesiono podatki do 30 groszy z łana lub włóki, uchwalono czopowe i podwójny szos. Król przeforsował na sejmie konstytucję o piechocie wybranieckiej. Piechotę węgierską obiecał przysłać brat króla Krzysztof Batory, a do Rzeszy w celu dokonania zaciągu landsknechtów pospieszył Ernest Weiher. Władca Rzeczypospolitej mianował wojewodę podolskiego Mikołaja Mieleckiego hetmanem wielkim koronnym na czas wyprawy.
26 czerwca 1579 król Stefan Batory formalnie wypowiedział wojnę Rosji i wyruszył do Świru, gdzie nastąpiła koncentracja wojsk polsko-litewskich.
Rzeczpospolita wystawiła armię w sile 56 000 ludzi oraz 67 dział. Z tego 1855 żołnierzy przeznaczono do obrony zamków inflanckich, 1120 rozmieszczono w twierdzach pogranicza litewsko-moskiewskiego, 1600 oddano pod komendę starosty orszańskiego Filona Kmity.

## Kampania połocka

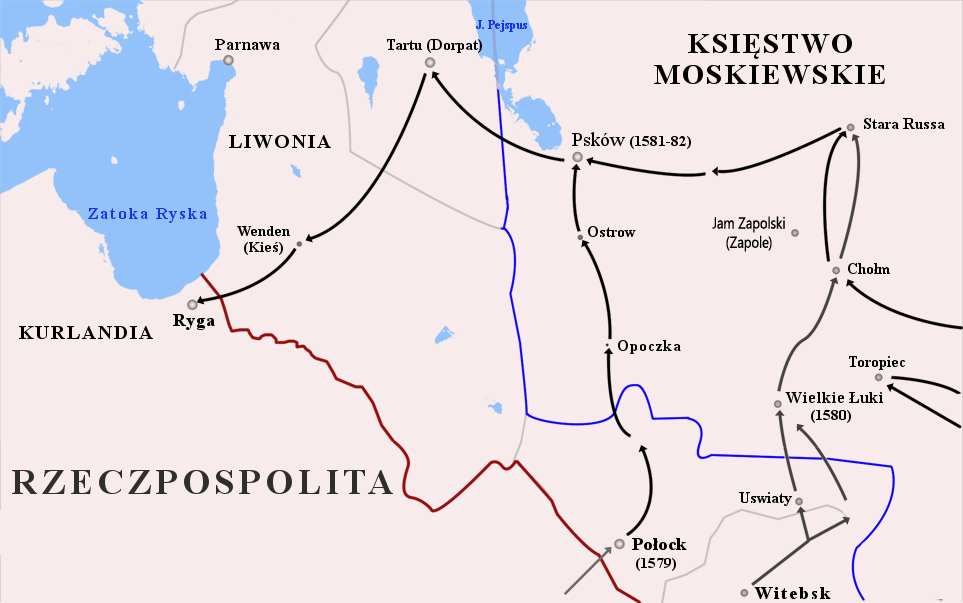
Kampania króla Stefana Batorego podczas wojny z Księstwem Moskiewskim

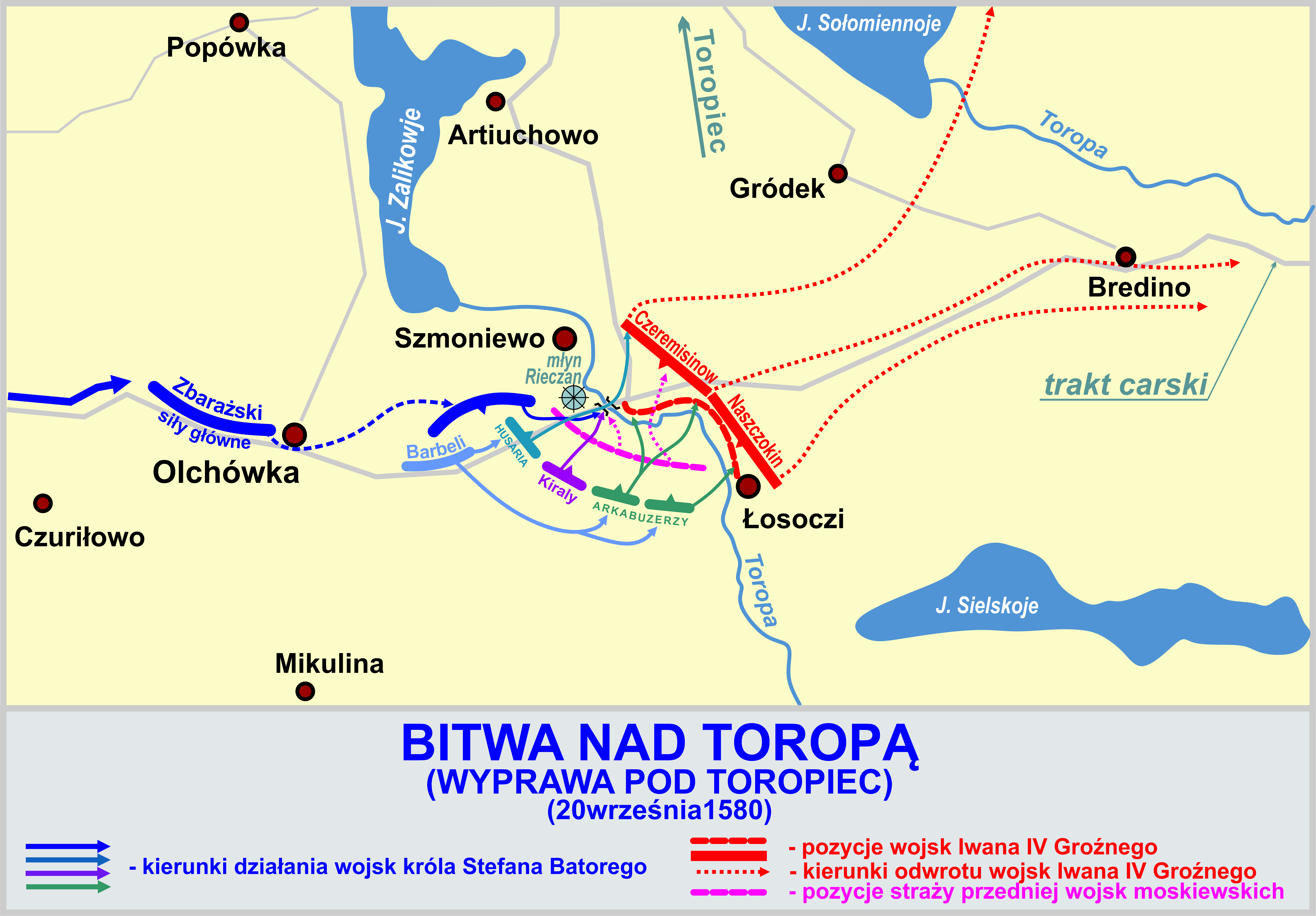

Król zdecydował przejść do działań zaczepnych na terytorium wroga, odcinając komunikację okupowanych Inflant z państwem moskiewskim. Wielonarodową armię Batorego stanowili Polacy, Litwini, Węgrzy, Niemcy, Inflantczycy, Rusini, Tatarzy litewscy i Szkoci.
W skład sił mających odbić ziemię połocką wchodziło 29 741 jazdy i 11 973 piechoty. Wojskami koronnymi dowodził hetman wielki koronny Mikołaj Mielecki, siły litewskie przybyły pod dowództwem hetmanów wielkiego – Mikołaja Radziwiłła Rudego i polnego – Krzysztofa Radziwiłła Pioruna. Oddziałem piechoty węgierskiej dowodził Kasper Bekiesz.
Po przeprawie przez Dźwinę po moście łyżwowym wojska Batorego natrafiły na przeszkodę naturalną w postaci nieprzebytego gęstego lasu, który Iwan Groźny polecił zasadzić po aneksji Połocka w 1563. Wydatnie stępiło to impet polskiego uderzenia.
11 sierpnia 1579 rozpoczęło się oblężenie twierdzy połockiej. Miasto poddało się 29 sierpnia. W ręce sił batoriańskich wpadły zapasy żywności, 38 ciężkich dział, 300 hakownic oraz 600 rusznic. Po stronie polsko-litewskiej było kilkuset zabitych.
Tymczasem do Sokoła dotarła spóźniona odsiecz wojsk moskiewskich w sile 8000 ludzi pod wodzą Borysa Szeina. Miasto po szturmie zdobył korpus Mikołaja Mieleckiego.
Po zdobyciu Sokola unicestwiono prawie pięciotysięczną załogę moskiewską. Wstrząsającym widokiem były żony niemieckich najemników, które rozpruwały brzuchy poległych Rosjan w poszukiwaniu sadła, które wykorzystywały na opatrywanie rannych.
W ręce wojsk polsko-litewskich wpadły Turowla, Susza i Nieszczerdy.

## Kampania wielkołucka
W styczniu 1580 sejm walny w Warszawie uchwalił nowe podatki na wojnę. Dzierżawcy królewszczyzn oddali na potrzeby wojska podwójną kwartę, a duchowieństwo specjalne subsydium.
Gdy Mikołaj Mielecki obraził się na króla i nie chciał przyjąć ponownie oferowanego mu hetmaństwa, jego funkcję przejął kanclerz wielki koronny Jan Zamoyski, jakkolwiek nie piastował on żadnego urzędu wojskowego. Na głównym teatrze operacyjnym zamierzano skoncentrować 48 000 żołnierzy, w tym 34 000 jazdy i 13 900 piechoty z 70 działami. W Witebsku wydzielono prawą kolumnę wojsk królewskich w sile 7200 ludzi, dowodzoną przez Jana Zamoyskiego. Przeprowadził on regularne oblężenie i zdobył Wieliż.
29 sierpnia rozpoczęło się oblężenie Wielkich Łuk, które zdobyto 5 września. Miasto i zamek uległy całkowitemu zniszczeniu na skutek wybuchu prochu.
20 września 2500 jazdy pod wodzą księcia Janusza Zbaraskiego rozbiło pod Toropcem 4000 doborowej kawalerii rosyjskiej wojewodów Dmitrija Czeremisowa i Grigorija Naszczokina.
Wojska królewskie zdobyły Newel i Ozieryszcze. Po odjeździe Batorego na Litwę działania wojenne kontynuował Jan Zamoyski, który na czele kilkunastu tysięcy zaciężnych uderzył i zdobył po oblężeniu Zawołocze. W końcu października Zamoyski pociągnął na Połock, zostawiając w nadgranicznych zamkach 7000 piechoty i 2000 jazdy oraz 9000 jazdy na leżach zimowych. Kozacy wojsk królewskich spustoszyli okolice Staroduba i Poczepu, wojska z Inflant plądrowały okolice Dorpatu. Filon Kmita wyprowadził z Wielkich Łuk zagon, który zdobył Chołm, Starą Russę i wziął do niewoli wojewodę carskiego Piotra Iwanowicza Bariatyńskiego. Wojska królewskie opanowały Woroniec.

## Kampania pskowska

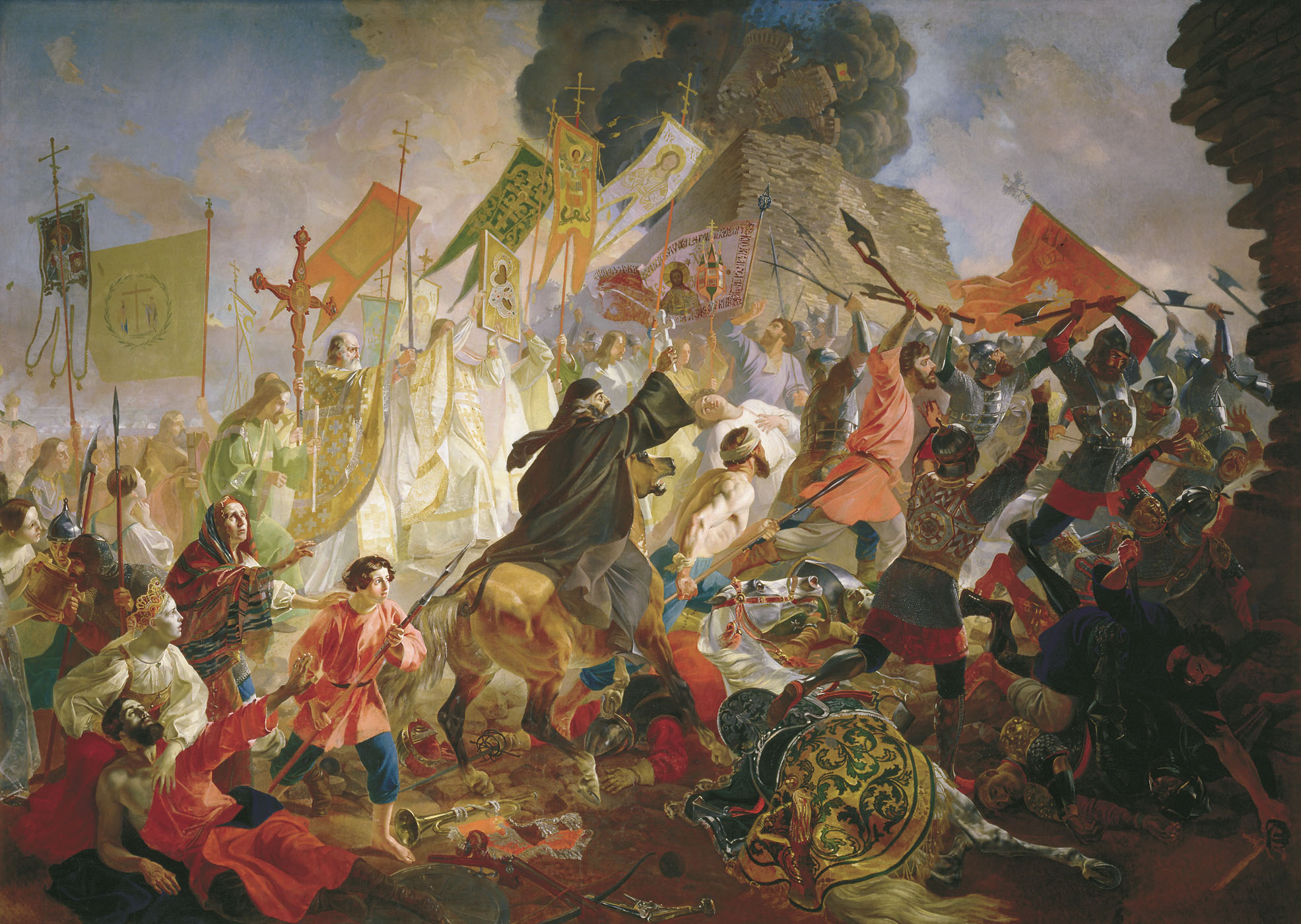
Karł Briułłow, Oblężenie Pskowa przez króla polskiego Stefana Batorego w 1581 roku

Latem 1581 Stefan Batory rozpoczął nową kampanię, której celem było zdobycie Pskowa i zmuszenie Iwana IV do zawarcia pokoju. W celu zabezpieczenia prawej flanki sił głównych Rzeczypospolitej, hetman polny litewski Krzysztof Radziwiłł Piorun przeszedł do działań zaczepnych na terytorium państwa moskiewskiego. Po połączeniu swych sił z oddziałami Filona Kmity i Michała Haraburdy, na czele ok. 6000 jazdy, przeprowadził zagon wojsk polsko-litewskich, który skutecznie sparaliżował koncentrację wojsk rosyjskich w dorzeczu górnej Wołgi. W czasie 78 dni nieustannych przemarszów i walk jazda Radziwiłła pokonała ponad 1400 km, zagrażając samemu carowi Iwanowi IV w Staricy. Wyczyn ten opisał Jan Kochanowski w swoim poemacie Jezda do Moskwy.
Pięciomiesięczne oblężenie Pskowa w latach 1581–1582 przez siły polsko-litewskie nie zakończyło się zdobyciem miasta. Rosjanie zmuszeni zostali podjąć rokowania rozejmowe w obliczu postępu wojsk szwedzkich, które uderzyły na pogrążone w wojnie państwo moskiewskie.

## Rozejm w Jamie Zapolskim
Rokowania prowadzono w Kiwerowej Horce, przy mediacji legata papieża Grzegorza XIII Antonia Possevina. Kuria Rzymska udzieliła poparcia Rosji, którą pragnęła pozyskać jako sprzymierzeńca w walce z Turcją i reformacją w Europie. Ostatecznie 15 stycznia 1582 podpisano dziesięcioletni rozejm. Rozejm podpisano w Jamie Zapolskim. Zgodnie z porozumieniem Rzeczpospolita Obojga Narodów odzyskała Inflanty, Wieliż i Połock, zwróciła natomiast zajęte w czasie wojny Wielkie Łuki.
Teksty traktatu sporządzone przez strony konfliktu różniły się od siebie, w tym pierwszym nie występowały tytuły carskie Iwana IV i książęcy smoleński, których to tytułów Rzeczpospolita konsekwentnie nie uznawała.